# 五月畫會
五月畫會是台灣畫家劉國松四人在1956年受到師大教授廖繼春鼓勵，加上當時台灣藝文界現代主義思潮的影響，為了改變畫壇保守風氣，鼓吹現代藝術運動而一同組成的畫家團體。畫會之所以取名為「五月」，是得自巴黎「五月沙龍」的靈感，也為了承繼中國五四運動的精神。五月畫會和東方畫會、現代版畫會等團體的成立，造就了大批富有創新精神的現代藝術家，帶動台灣畫壇的革新，影響了台灣藝壇從古典的保守風格轉為豐富多變的現代藝術型態。

## 歷史

### 五月畫會
五月畫會起源於1955年春天，劉國松和郭豫倫因為無法繼續住師大宿舍，因此求助於當時在廖繼春雲和畫室幫忙的郭東榮 （页面存档备份，存于），根據郭東榮的回憶：
|  | 民國四十四年春天，劉國松與郭豫倫因為師大宿舍無法再住，跑到畫室來找我設法安置。我無奈只好帶兩位同學去見廖老師，廖老師笑著以溫柔的眼光答應他們二位暫住畫室。……就在這一年之前，美術系四年級舉辦阿里山美展，我因為和郭豫倫這一年沒上阿里山，不能參加畫展，為了彌補此項遺憾，當時我倆準備單獨舉行一次『郭東榮、郭豫倫二人畫展』。以後因怕造成誤會而作罷，而後在雲和畫室舊話重提，我三人意見相合，再邀請李芳枝同學於畢業一年後，返回師大舉行『四人畫展』。 |

1956年，劉國松、郭東榮、郭豫倫、李芳枝借用師大藝術系的教室舉辦「四人聯合西畫展」，展覽後在雲和畫室舉辦的檢討會議上，受到廖繼春的鼓勵，劉國松提議組織畫會，訂於每年的5月舉辦展覽，正式成立「五月畫會」。鍾梅音在《中央日報》上發表一篇報導，介紹了四位年輕畫家在「四人聯合西畫展」的作品風格，並提及了四人倡組畫會的訊息及運作機制：
|  | 他們預備組織一個學會，每年舉行畫展一次，會員必須在藝術學校畢業，且作品在水準以上者。其特點是： 一、畫展不賣錢，純屬藝術方面的欣賞與觀摩。 二、希望前輩畫家們能重視青年人的創造精神，不要用一成不變的規範去拘束活潑的創造力。 三、有些本省畫家認為師大藝術系畢業的同學往往用非所學，所以學畫是生命的浪費，現在他們要以事實來證明那是偏見。 |

1957年的5月10日，四人邀請師大剛畢業的陳景容、鄭瓊娟，一共六人在臺北中山堂舉辦首屆「五月畫展」；1958年，五月畫會的兩位女性藝術家李芳枝和鄭瓊娟因相繼出國深造而中斷參展，另外新加入顧福生、黃顯輝二人，在衡陽路新聞大樓展出；1959年，五月畫會的參展藝術家在第二屆會員的基礎之上，新加入莊喆、馬浩二人；1960年又加入謝里法、李元亨二人參展，陳景容則因遊學日本而未參展。在1960年代，五月畫會以大膽的畫風、主張自由的繪畫題材、概念、繪畫方式等，與東方畫會一起成為影響台灣現代藝術的兩大畫會團體。
1960年後，由於劉國松個人藝術理念從全盤西化轉變為中西合璧，五月畫會吸收會員的方向從師大藝術系畢業生擴展到藝術理念和風格取向。1961年，劉國松邀請四海畫會的胡奇中、馮鍾睿，以及師大藝術專科畢業的韓湘寧加入五月畫會，畫會風格為之一變，畫會的藝術主張也逐漸確立。
1962年，受到前一年徐復觀的文章〈現代藝術的歸趨〉影響以及一系列「現代畫論戰」，從事現代藝術創作的五月畫會被捲入高敏感政治議題，於是幾位師大藝術系教授們自發性加入五月畫會聲援學生，再加上赴美講學的師大教授孫多慈之幫助推薦，五月畫會獲美國長島美術館邀請赴美，因此第六屆五月畫展以「現代繪畫赴美展覽預展」形式在國立歷史博物館展出，10月起在美國多所大學美術館巡迴，新參加的成員包含彭萬墀、廖繼春、楊英風、王無邪、吳璞輝等人。蕭瓊瑞在《五月與東方》中稱：
|  | 師大藝術系教授廖繼春、孫多慈，資深畫家陳庭詩、楊英風，以及美學教授虞君質、張隆延的或參展、或名列會籍。由於這些年長畫家、師長的加入，使『五月』獲得了臺灣『現代繪畫』正統、主流的地位，楚戈、李鑄晉等都稱美1962年的六屆『五月畫展』，是「五月畫會的黃金年代」。 |

1963年起，五月畫會獲得多次國外團體展的機會，陸續在香港、澳洲、義大利等地展出；1965年，由於劉國松獲美國洛克菲勒三世基金會（今洛克菲勒基金會）兩年環球旅行獎，預備出國訪問，因此提議該年的年展，將原先團體展出的方式改變為成員的個展形式，在國立台灣藝術館（今國立台灣教育藝術館）展覽。
1960年代中後期，五月畫會成員多出國留學、旅居海外；1970年，旅美畫家洪嫻加入五月畫會並參展；1975年後，五月畫會群展活動逐漸停止。

### 臺灣五月畫會
1991年，創會成員之一的郭東榮重新組織五月畫會，吸收台灣各大學美術系畢業生等舉辦畫展，雖以「五月」作為號召，卻與早期主張不盡相同。2004年開始每年定期舉辦會員周年展，每年皆有招收新會員入會。
2019年9月，集結畫會內20位會員前往美國拉斯維加斯大都會美術館（Metropolitan Gallery Art Museum Las Vegas）舉行會員聯展，拉斯維加斯大都會美術館館長Mark Rowland表示，這是該館首次台灣藝術家的大型聯展展出。
2020年1月，歷年周年展皆展於台北，64周年移師南台灣。於高雄佛陀紀念館展出。
2020年3月，畫會成員52名名單：
【榮譽創會理事長】郭東榮，【榮譽評議委員】陳景容、鄭瓊娟，【評議委員】黃照芳、張淑美，
【理事長】吳柳，【財務長】蕭薇琪，【秘書】吳冠穎
【常務理事】王高賓、陳原成、郭掌從、藍榮賢，【常務監事】陳政宏
【理事】俞慎固、林聰明、陳俊光、蘇宗雄、張朝凱、蔡明和、曹文瑞、張忘、蔡永明、戴敬晃
【監事】王春香、蕭祐杰、郭淑莉、尤雪娥
【正會員】簡志雄、王瓊麗、祁連、陳美惠、黃省非、許賓香、溫慶昇、陳香伶、邱于欣、陳韋辰、賴毅、陸承石、戴明德、陳妙玲、林仁山、董籬、鄭志德、林吉裕
【準會員】謝宏達、江秋霞、許維斌、詹阿水、陳歡、周宸
【預備會員】林育州、張英彬
2022年5月，畫會成員55名名單：
【榮譽創會理事長】〔郭東榮〕，【榮譽評議委員】陳景容、鄭瓊娟，【評議委員】〔黃照芳〕、張淑美
【榮譽顧問】陳正雄、王哲雄，【榮譽理事長】林文昌，【理事長】吳 柳
【財務長】江秋霞，【秘書長】吳冠穎
【常務理事】郭掌從、陳原成、張 忘、林吉裕，【常務監事】陳政宏
【理事】藍榮賢、陳俊光、蘇宗雄、俞慎固、張朝凱、蔡明和、蔡永明、戴敬晃、陳 歡、林育州
【監事】王春香、蕭薇琪、周宸、王瓊麗
【正 會 員】王高賓、簡志雄、林聰明、陳美惠、蕭祐杰、黃省非、許賓香、溫慶昇、陳香伶、邱于欣、郭淑莉、陳韋辰、賴 毅、陸承石、陳妙玲、董 籬、鄭志德、許維斌
【準會員】謝宏達、張英彬、周 偉、林朝尉、賀恩壹
【預備會員】張振明、林淑華